# Sparkle X
Sparkle X é o 11° álbum de estúdio da banda japonesa de rock The Yellow Monkey, lançado em 29 de maio de 2024. Possui duas edições: a regular, com apenas o CD com suas 11 faixas, e a limitada, que além do CD contém gravações de dois shows e um encarte especial. A capa foi criada pelo designer Shintaro Kira. Inclui o single "Hotel Neutrino", lançado digitalmente no primeiro dia de 2024.

## Desempenho comercial
Sparkle X estreou em primeiro lugar na principal parada japonesa, a Oricon Albums Chart, vendendo 37 mil cópias na primeira semana. Ficou na parada por dezesseis semanas. É o quarto álbum de estúdio da banda a ficar em primeiro lugar na Oricon, e o sexto em geral.  Na subparada de álbuns de rock da mesma empresa, também ficou em primeiro.

## Lista de faixas
| N.º            | Título                                | Duração |  |
| 1.             | "Shine On"                            | 4:07    |  |
| 2.             | "Wana" (罠)                           | 4:21    |  |
| 3.             | "Hotel Neutrino" (ホテルニュートリノ) | 4:04    |  |
| 4.             | "Tōmei Passenger" (透明Passenger)     | 4:03    |  |
| 5.             | "Exhaust"                             | 3:14    |  |
| 6.             | "Dried Fruit" (ドライフルーツ)        | 4:17    |  |
| 7.             | "Beaver"                              | 3:58    |  |
| 8.             | "Sonata no Kurayami" (ソナタの暗闇)   | 3:09    |  |
| 9.             | "Rhapsody" (ラプソディ)               | 4:08    |  |
| 10.            | "Make Over"                           | 4:58    |  |
| 11.            | "Fukkatsu no Hi" (復活の日)           | 5:14    |  |
| Duração total: | Duração total:                        | 45:38   |  |

## Ficha técnica
- Kazuya "Lovin" Yoshii (吉井和哉) – vocais, guitarra
- Hideaki "Emma" Kikuchi (菊地英昭) – guitarra, vocais de apoio
- Yoichi "Heesey" Hirose (廣瀬洋一) – baixo, vocais de apoio
- Eiji "Annie" Kikuchi (菊地英二) – bateria